# Клан Макдафф
Мак-Дафф — один из кланов равнинной части Шотландии. Первый шотландский клан, чей клановый статус был официально признан Шотландским парламентом в ноябре 1384 г..

## История

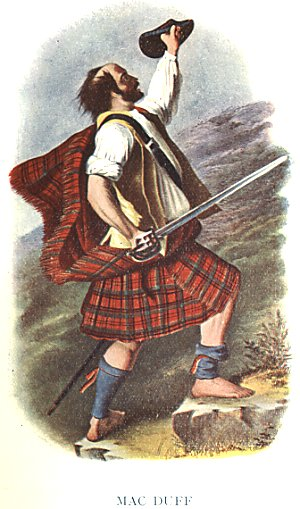
Изображение члена клана Макдафф

Британский геральдик Иэн Монкрейф пишет, что клан Мак-Дафф являлся одним из наиболее влиятельных в Шотландии. По легенде руководитель клана Мак-Дафф граф Файф сыграл значительную роль в свержении короля Макбета. После восшествия на престол нового короля он выпросил для своего рода несколько привилегий — во время коронации вести нового короля к трону, руководить авангардом во время битв и если кто-либо из его потомков совершит убийство, то сможет отделаться денежным штрафом. Данный исторический персонаж является прототипом Макдуффа в знаменитой пьесе Шекспира «Макбет».
В 1353 году прервалась прямая мужская линия лидеров клана Мак-Даффов. Титул графа Файфа был передан сыну короля Роберта II. В 1425 году Мердок Стюарт граф Файфа был казнён по приказу Якова I. С 1425 по 1729 год титут графа Файфа оставался незанятым.
Для поддержания связей между членами клана Мак-Дафф вне Шотландии существует Clan MacDuff Society of America.